# Joakim Martell
Erik Joakim Martell, född 19 mars 1967 i Visby församling i Gotlands län, är en svensk militär.

## Biografi
Martell avlade officersexamen vid Krigsskolan 1989 och utnämndes samma år till fänrik vid Gotlands regemente, där han befordrades till löjtnant 1993 och till kapten 1995. Han tjänstgjorde utomlands 1995–1996, var lärare vid Stridsskola Syd 1996–1997, gick Allmänna kursen vid Försvarshögskolan 1997 befordrades till major vid Gotlands regemente 1998, var kompanichef 1999, genomgick chefsprogrammet vid Försvarshögskolan 2002–2003 och var stabsofficer i Inriktningssektionen i Högkvarteret 2003–2005, varpå han befordrades till överstelöjtnant. Martell befordrades till överste 2011 och var ställföreträdande chef för Livgardet från 2011.